# Kim Jin-ho
Kim Jin-ho (kor. 김진호; * 1. Dezember 1961) ist eine ehemalige südkoreanische Bogenschützin.

## Karriere
Bei den Olympischen Sommerspielen 1984 in Los Angeles belegte Kim hinter Seo Hyang-soon und Li Lingjuan mit 2555 Punkten den dritten Platz und erhielt somit die Bronzemedaille. Sie gewann bei den Weltmeisterschaften 1979 in West-Berlin und 1983 in Los Angeles jeweils im Einzel und mit der Mannschaft den Titel. 1985 in Seoul sicherte sie sich zudem Bronze im Einzel sowie mit der Mannschaft die Silbermedaille. Auch bei Asienspielen war Kim sehr erfolgreich: sie nahm an den Asienspielen 1978 in Bangkok, 1982 in Neu-Delhi und 1986 in Seoul teil und gewann insgesamt fünf Gold- und vier Silbermedaillen, davon jeweils drei im Einzel.